# Résolution 822 du Conseil de sécurité des Nations unies
Membres permanents
- Chine
- États-Unis
- France
- Royaume-Uni
- Russie

Membres non permanents
- Brésil
- Cap-Vert
- Djibouti
- Espagne
- Hongrie
- Japon
- Maroc
- Nouvelle-Zélande
- Pakistan
- Venezuela

Résolution no 821 Résolution no 823
La Résolution du Conseil de sécurité des Nations unies 822, adoptée à l'unanimité le 30 avril 1993, après s'être inquiété de la détérioration des relations entre l'Arménie et l'Azerbaïdjan et l'escalade subséquente des hostilités armées et de la situation humanitaire dans la région, le Conseil a exigé la cessation immédiate des hostilités et le retrait immédiat des forces d'occupation arméniennes dans le district de Kalbajar près du Haut-Karabagh en Azerbaïdjan,.
Le Conseil a exhorté les parties concernées à reprendre les négociations pour mettre un terme au conflit dans le cadre du processus de paix proposé par le Groupe de Minsk de l'Organisation pour la sécurité et la coopération en Europe (OSCE) et à s'abstenir de toute action susceptible de perturber le processus. Tout en reconnaissant l'implication de l'Arménie, il n'a pas directement accusé l'Arménie d'agression,.
La résolution a ensuite appelé à un accès sans entrave aux efforts d'aide humanitaire internationale dans la région pour alléger les souffrances de la population civile au moyen de l'aide humanitaire, rappelant aux parties de respecter leurs obligations en vertu du droit international humanitaire. Il a conclu en demandant au Secrétaire général, en consultation avec le Président en exercice de l'Organisation pour la sécurité et la coopération en Europe ainsi que le Président du Groupe de Minsk de la Conférence, d'évaluer la situation et de faire rapport au Conseil de sécurité.
Les deux parties se sont félicitées de l'adoption de la résolution,.